# Даниил (Ковальчук)
Митрополит Дании́л (в миру Михаи́л Степа́нович Ковальчу́к; род. 15 мая 1949, Голынь, Станиславская область) — епископ Православной церкви Украины (с 2019).
Ранее — епископ Украинской Православной Церкви Киевского Патриархата, митрополит Черновицкий и Буковинский.

## Биография
В 1963 году окончил восьмилетнюю школу, работал в колхозе села Голынь. Затем учился в вечерней школе (11 классов), которую окончил в 1967 году. Одновременно работал в Калушском ремонтно-дорожном отделе Брошнивского деревообрабатывающего комбината.
В 1970 году поступил на дневное отделение Московской духовной семинарии.
После принятия сана в 1972 году перешел на заочную форму обучения, окончив семинарию в 1976 году.
21 сентября 1973 года архиепископом Владимиром (Сабоданом) рукоположён в сан священника, после чего служил клириком в Ивано-Франковской епархии Украинского экзархата Русской православной церкви.
В 1989 году примкнул к возродившейся Украинской автокефальной православной церкви. За уход в раскол был запрещён в священнослужении и впоследствии по решению архиерейского собора Русской православной церкви был лишён священного сана.
28 апреля 1990 одним из первых клириков РПЦ принял сан епископа УАПЦ с титулом «Черновицкий и Буковинский». Хиротонию совершили: архиепископ Львовский и Тернопольский Иоанн (Боднарчук), епископ Тернопольский и Бучачский Василий (Боднарчук), епископ Ивано-Франковский и Коломыйский Андрей (Абрамчук).
5-6 июня 1990 года участвовал в работе Всеукраинского организационного собора, на котором было провозглашено Украинскую Православную Церковь Патриархатом и избран патриарх Киевский и всея Украины Мстислав (Скрипник).
10 июня 1990 отслужил первую Божественную литургию на Буковине.
2 сентября 1990 в Парке культуры и отдыха им. Тараса Шевченко в Черновцах была организована и отправлена первая Божественная литургия на украинском языке (на месте её проведения духовенством и верующими УПЦ КП последствии установлен памятный знак).
13 января 1991 года получил государственную регистрацию на Буковине.
25 июня 1992 был участником «Объединительного собора» УПЦ как епископ Черновицкий и Буковинский, на котором вместе со всей УАПЦ вошёл в состав новообразованного Киевского Патриархата, при этом законность его хиротонии признана не была.
16 декабря 1992 года состоялась его повторная архиерейская, которую совершили: митрополит Киевский и всея Украины Филарет (Денисенко), митрополит Переяславский и Сичеславский Антоний (Масендич), епископ Винницкий и Кировоградский Софроний (Власов). Тогда же был наделён титулом архиепископа.
21-22 октября 1993 года было участником Поместного Собора УПЦ КП, на котором был избран патриархом Владимир (Романюк).
В 1994 году стараниями архиепископа Даниила и руководства Черновицкого национального университета был открыт философско-теологический факультет Черновицкого национального университета, теологическое отделение которого функционирует в структуре УПЦ КП.
20 сентября 1994 года возведён в сан митрополита.
В июле 1995 году вместе с делегацией клириков и мирян своей епархии был участником скандальных похорон предстоятеля УПЦ КП Владимира (Романюка).
20-21 октября 1995 участвовал в работе Поместного Собора, на котором Патриархом Киевским и всея Руси-Украины был избран Филарет.
В августе 1996 году возглавил литургию на горе Говерла, посвященной пятой годовщине независимости Украины. Там состоялось освящение капсул с землей всех территориально-административных единиц Украины, а также был освящён флаг и памятный крест. В этом же году делегация Черновицко-Буковинской епархии провела богослужение в Херсонесе на руинах храма, в котором принимал крещение Равноапостольный князь Владимир.
9-10 октября 2001 года был участником Поместного Собора по канонизации святых.
В 2002 году Черновицкий национальный университет по специальности «Правоведение» с квалификацией магистр права.
19 июня 2003 года окончил Государственную академию руководящих кадров культуры и искусств по специальности «Изобразительное и декоративно-прикладное искусство» с квалификацией искусствовед-эксперт.
15 июля 2004 участвовал в работе Поместного Собора, который проводился по случаю принятия Устава об управлении УПЦ КП.
28 июля 2005 году в связи с разделом Черновицкой епархии УПЦ КП его титул был изменён на «митрополит Черновицкий и Кицманский». Спустя непродолжительное время титул «митрополит Черновицкий и Буковинский» ему был возвращён. Примечательно, что правящий епископ Кицманской епархии УПЦ КП носит титул «Черновецький и Кицманский».
11 июля 2008 был участником Поместного Собора по случаю празднования 900-летия Свято-Михайловского Златоверхого монастыря в Киеве и 1020-летия крещения Киевской Руси.
За время возглавления им структур УПЦ КП на Буковине было создано 80 приходов и два монастыря; посвящены для их нужд священников. Было построено более 30-ти храмов и около 10-ти часовен, помещения епархиального управления в Черновцах, установлено два памятника, облагорожена территорию храма Преподобной Параскевы Сербской в Черновцах.
В сентябре 2011 года во время визита Патриарха Московского и всея Руси на Буковину заявил: «Если четко придерживаться всех канонов, то нашим патриархом должен бы быть Константинопольский Патриарх, а не Московский» и отметил наличие 400 приходов на Буковине, которые «никак не могут оторваться от матери-Москвы». «Если бы эти 400 приходов были в Киевском Патриархате, тогда Кириллу просто не имел бы к кому ехать, делать определённые возмущения, обиды, провокации, оскорбления. А обида есть — мы все обижены».
После кончины предстоятеля канонической Украинской православной церкви митрополита Владимира (Сабодана) отдал распоряжение отслужить заупокойные панихиды по почившему во всех приходах своей епархии, приметив при этом: «Могу с уверенностью утверждать, что Блаженнейший не был врагом ни Украинского государства, ни Украинской Поместной Церкви. В сложившихся обстоятельствах, и желая сохранить мир любой ценой, он просто не имел сил сломать собственное окружение».
7 ноября 2023 года решением Синода ПЦУ был почислен на покой.

## Награды
- орден святого равноапостольного князя Владимира Великого ІІ степени (1999)
- орден святого архистратига Божьего Михаила (23. 01. 2004)
- ордена святого Георгия Победоносца (14. 12. 2006).